# Trichosteleum mindanense
Trichosteleum mindanense är en bladmossart som beskrevs av Brotherus 1913. Trichosteleum mindanense ingår i släktet Trichosteleum och familjen Sematophyllaceae. Inga underarter finns listade i Catalogue of Life.